# Godepert
Godepert (auch Godepert von Bayern; † 662) war von 661 bis ins Folgejahr einer von zwei gleichberechtigten Königen der Langobarden. Andere Schreibweisen seines Namens sind Gundipert, Godebert, Godipert, Godpert, Gotebert, Gotbert, Gotpert, Gosbert und Gottbert.

## Leben
Godepert war der älteste Sohn des langobardischen Königs Aripert I., der, ohne darüber die langobardischen Großen zu konsultieren, seine beiden Söhne Godepert und Perctarit zu gleichberechtigten Nachfolgern ernannte. Nach Ariperts Tod im Jahr 661 residierte Godepert in Ticinum (Pavia) und Perctarit in Mediolanum (Mailand). Es machte sich allgemeine Unzufriedenheit breit, zum einen im Adel, der auf seine Mitwirkung bei der Königswahl pochte, zum anderen zwischen den beiden Brüdern, die sich mit Misstrauen begegneten. Godepert versuchte, die Unterstützung des Herzogs von Benevent, Grimoald, zu gewinnen, dem er seine Schwester zur Frau gab. Grimoald nutzte die Gelegenheit jedoch für sich aus. Er marschierte mit seinen Truppen nach Norditalien und ermordete Godepert in seinem Palast in Ticinum (Pavia); Perctarit floh zu den Awaren. Grimoald ließ sich nun vom langobardischen Adel die Königswürde bestätigen.
Godepert gilt als Vater von Raginpert I., Herzog von Turin und später Langobardenkönig.